# António Teixeira de Sousa
Pour les articles homonymes, voir António Teixeira.
António Teixeira de Sousa (ɐtɔniu tɐiʃɐiɾɐ dɨ so (u) zɐ), né le 5 mai 1857 à Celeirós, Sabrosa et mort le 5 juin 1917 à Porto, est un médecin et homme d'État portugais. En 1910, il est le dernier président du Conseil de la monarchie constitutionnelle.

## Biographie
Il est diplômé en médecine à l'École médico-chirurgicale de Porto, en 1883.
Membre du Parti régénérateur, il est élu à la Chambre des députés en 1889. Il est ministre de la Marine et de l'Outre-mer (1900-1903), et, par deux fois, des Finances (1903-1904, 1906). Le 26 juin 1910, il est nommé président du Conseil des ministres, le dernier de la monarchie constitutionnelle, sous le règne de Manuel II. Son gouvernement est renversé le 5 octobre suivant lors de la révolution qui met fin à la monarchie. 
Il quitte la politique après la proclamation de la République, mais montre un soutien modéré pour le nouveau régime.

## Distinctions
- Prix Macedo Pinto en 1883 pour sa thèse « Enervação do coração »[1].